# عظیم‌آباد (بهاباد)
عظیم‌آباد (بهاباد)، روستایی از توابع شهرستان بهاباد در استان یزد ایران است.

## جمعیت
این روستا در دهستان بنستان قرار دارد و براساس سرشماری مرکز آمار ایران در سال ۱۳۸۵، جمعیت آن ۱۹ نفر (۶خانوار) بوده‌است.